# Glyn Smallwood Jones
Sir Glyn Smallwood Jones (Chester, 9 gennaio 1908 – 10 giugno 1992) è stato un diplomatico e politico britannico.
Egli è stato Membro Cavaliere di Gran Croce (GCMG MBE) e amministratore coloniale britannico nell'Africa meridionale. Fu l'ultimo governatore del Nyasaland (oggi Malawi) dal 1961 fino al raggiungimento dell'indipendenza nel 1964. Ha servito come unico governatore generale del Malawi dal 1964 fino a quando non divenne una repubblica nel 1966. Nel 1964, fu nominato GCMG.

## Formazione scolastica
Glyn Smallwood Jones è nato a Chester, in Inghilterra, il 9 gennaio 1908 e battezzato nella chiesa metodista calvinista. Frequentò una scuola elementare comunale a Chester e, dal 1919 al 1927, la King's School a Chester. Successivamente è stato ammesso come studente non universitario alla St Catherine's Society (in seguito St Catherine's College), Oxford, e ha giocato a calcio per l'università nel 1928-1931, oltre ad essere stato vogatore nel secondo otto dell'università. Dopo essersi laureato nel 1930, fu accettato per essere inviato nella Rhodesia del Nord (ora Zambia) come ufficiale amministrativo cadetto presso il servizio coloniale, dopo aver completato con successo nel 1931 il corso di servizi per l'Africa tropicale a Oxford.

## Rhodesia del Nord
Nel giugno 1931 l'incarico fu confermato e Jones salpò per Cape Town il 9 luglio, sulla nave Edinburgh Castle. Trascorse i primi otto mesi nella Rhodesia del Nord alloggiando in tenda nella valle dello Zambesi. Nel febbraio del 1932 fu inviato a Mwinilunga, nel nord-ovest del paese, dove rimase per i successivi due anni e mezzo. Durante questo periodo sostenne e superò l'esame di lingua Chinyanja. Dopo un periodo di licenza obbligatoria nel 1934, fu inviato a Luanshya sulla Copperbelt, durante un periodo di disordini tra i minatori locali. Nel 1936-1937 ha giocato nella squadra nazionale di calcio della Rhodesia del Nord.
Di nuovo in licenza nel 1938, sposò Margaret McWilliam. Questa, tuttavia, rifiutò di tornare con lui nella Rhodesia del Nord e i due non si rividero più. Al suo ritorno, fu inviato a Balovale nella provincia nord-occidentale, e fu segretario della Commissione Balovale sotto Philip James MacDonell. Jones fu nominato commissario distrettuale di Balovale nel luglio del 1939. Dopo la dichiarazione di guerra britannica alla Germania, la sua richiesta di permesso per arruolarsi volontario fu respinta. Nel giugno 1942 gli fu concesso un decreto provvisorio di divorzio da sua moglie, che divenne definitivo il 26 ottobre 1942. L'8 novembre ha sposato Nancy Featherstone, un'infermiera che lavorava nella Rhodesia del Nord. Successivamente fu inviato a Feira nella provincia orientale, dove sua moglie ebbe due figli, Elisabeth nel 1944 e Timothy nel 1946.
Nel 1951 Jones fu nominato commissario per lo Sviluppo nativo e prese residenza nella capitale della Rhodesia del Nord, Lusaka. Nel 1955, è stato nominato segretario allo sviluppo, oltre a essere stato nominato membro provinciale del Consiglio legislativo e membro temporaneo ufficiale del Consiglio esecutivo. Fu promosso Commissario provinciale il 1º dicembre 1955. Nell'agosto 1956, dopo un altro congedo, subentrò a Ndola nella provincia occidentale e nel febbraio 1957 divenne commissario residente a Barotseland, che fu amministrato come provincia della Rhodesia del Nord. Durante questo periodo, ha ospitato un tour di grande successo da parte del Governatore della Rhodesia del Nord, Sir Arthur Benson, che era stato suo contemporaneo ad Oxford. Poco dopo, nel gennaio del 1958, Benson lo nominò segretario per gli affari nativi a Lusaka e divenne uno stretto confidente e tenente del governatore. Durante il suo tempo come segretario, ci furono dei disordini tra gli abitanti di Tonga della valle di Gwembe, che doveva essere allagata per ospitare la diga di Kariba.

## Nyasaland
Dopo che il rapporto della Devlin Commission sui disordini nella vicina Nyasaland fu pubblicato nel 1959, il segretario di stato britannico per le colonie, Iain Macleod, nominò Jones come capo segretario a Nyasaland. La nomina è stata motivata dalla Commissione Devlin che ha criticato gli ufficiali amministrativi in carica a Nyasaland come "insignificanti" e dalla reputazione di Jones come tiratore di problemi basata sulla sua carriera nella Rhodesia del Nord, in particolare per il suo ruolo nella gestione dei disturbi di Copperbelt. Jones ha accettato la nomina in modo piuttosto riluttante. Nel marzo del 1960, prima della sua nomina ufficiale, che doveva iniziare alla fine di giugno, visitò il dottor Hastings Kamuzu Banda in prigione a Gwelo (ora Gweru), nella Rhodesia meridionale (ora Zimbabwe). Banda era una figura di spicco tra gli africani di Nyasaland, contraria alla Federazione con i Rodi e che agitava per l'indipendenza dalla Gran Bretagna. A seguito del rapporto favorevole di Jones su questo incontro, Banda fu rilasciata nell'aprile 1960.
Dopo che Iain Macleod divenne segretario coloniale, il governatore, Sir Robert Armitage, fu screditato, poiché Macleod lo vide come un ostacolo al progresso. Ad Armitage fu consigliato di andare in congedo in attesa di andare in pensione nell'agosto 1960 e Jones fu nominato Governatore ad interim in sua assenza. Questo è stato un periodo di rapida transizione per Nyasaland, con la popolazione africana entusiasta e la popolazione dei coloni europei molto preoccupata per i cambiamenti radicali in atto nel paese. Una questione particolarmente infiammatoria era la questione se e, in tal caso, quando liberare altri importanti prigionieri politici, e Jones e Banda avevano avuto diversi incontri nei suoi primi giorni come Governatore ad interim, alcuni conflittuali, prima dell'eventuale liberazione della maggior parte di questi prigionieri in Settembre 1960. Nell'ottobre 1960, a Jones fu detto che sarebbe stato nominato Governatore quando Sir Robert Armitage si ritirò, e fu anche nominato Cavaliere Commendatore dell'Ordine di San Michele e San Giorgio (cioè "cavaliere") in quel momento. Prese il giuramento di fedeltà come governatore il 10 aprile 1961. Suo figlio, Timoteo, morì poco dopo.
Fu annunciata l'elezione per l'agosto del 1961, e il periodo che precedette questo evento fu un periodo teso durante il quale si diceva che i membri del partito di Banda, il Partito del Congresso del Malawi, fossero stati coinvolti in atti di intimidazione violenta contro avversari politici, creando alcuni problemi per Jones. Poco dopo le elezioni, dopo alcuni negoziati tesi, Jones nominò Banda e altri tre africani come ministri del nuovo governo, nonché un europeo favorevole al Partito del Congresso del Malawi e due segretari parlamentari africani. Dopo che un calendario per il pieno autogoverno e l'indipendenza fu concordato alla conferenza costituzionale della Lancaster House a Londra nel 1962, Jones permise a Banda e ai ministri del Congresso del Malawi di avviare politiche. Il 1º febbraio 1963, Banda divenne Primo Ministro e, nel luglio 1964, Nyasaland divenne formalmente indipendente all'interno del Commonwealth come Malawi. Con l'accordo di Banda, Jones rimase come Governatore Generale. Meno di due mesi dopo, la crisi del governo del 1964 scoppiò dopo che la maggior parte dei ministri di Banda agitò per avere più potere nel suo governo marcatamente autocratico e vari cambiamenti politici. Jones ha cercato di attuare un compromesso in cui almeno alcuni dei ministri sarebbero stati ripristinati, ma è stato respinto da entrambe le parti. Alla fine di settembre, la maggior parte degli ex ministri era fuggito dal paese. Nel giugno del 1966, Jones accettò ufficialmente che il Malawi diventasse una repubblica indipendente, portando alla fine della sua posizione di Governatore Generale quando il paese adottò il suo nuovo status nel luglio del 1966.

## Pensione e morte
Jones tornò in Inghilterra, dove continuò per alcuni anni ad essere coinvolto in vari modi negli affari del Malawi e in quelli di altri paesi africani. Nel 1967-74 fu responsabile della neo-costituita agenzia per gli acquisti e il commercio del Malawi. Nel 1972, ha recitato per Banda in trattative con l'editore, Longman, che aveva pubblicato una biografia di Banda di cui quest'ultima non approvava. (Alla fine la prima tiratura di 3 000 copie fu ritirata e una versione leggermente modificata fu pubblicata da Routledge poco dopo). Nel 1985, è tornato in Malawi per intervistare Banda per una serie TV di Granada (End of Empire). Si ammalò durante una vacanza in Turchia nell'aprile 1992 e morì poco dopo essere tornato in Inghilterra per le cure. Le sue ceneri furono deposte vicino alla tomba di suo figlio, Timothy, nel cimitero di Zomba nel 1993, dopo le ceneri di sua moglie nel 1999. Un segno della stima in cui è stato detenuto in Malawi è che una delle strade principali della capitale commerciale, Blantyre, porta ancora il suo nome.